# Aéroport de Salaberry-de-Valleyfield
L’aéroport de Salaberry-de-Valleyfield, (TC LID : CSD3) est situé à 4 km au sud-ouest de Salaberry-de-Valleyfield, au Québec (Canada), plus précisément dans la ville de Saint-Stanislas-de-Kostka. 

## Construction d'avion
Au début des années 2000, Gilles Léger, un constructeur amateur d'avions, construisait une réplique d'un « Super Chipmunk » dans un hangar. Lors d'un vol de démonstration, il a un accident qui entraîne sa mort et celle d'un passager,.  